# LV Возничего
LV Возничего (лат. LV Aurigae) — двойная затменная переменная звезда типа Алголя (EA) в созвездии Возничего на расстоянии (вычисленном из значения параллакса) приблизительно 10504 световых лет (около 3221 парсека) от Солнца. Видимая звёздная величина звезды — от +16,2m до +13,4m. Орбитальный период — около 3,4742 суток.

## Характеристики
Первый компонент — белая звезда спектрального класса A. Радиус — около 2,07 солнечных, светимость — около 14,608 солнечных. Эффективная температура — около 7844 К.